# Українська Трудова Дідична Монархія

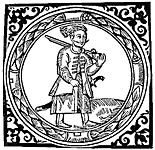

Украї́нська Мона́рхія — проєкт державного устрою України після відновлення незалежности, розроблений діячами гетьманського руху. Ідея базувалася на теоретичному вченні В. Липинського та була уніфікована у документі під назвою «Конституційні основи Української Держави в світлі програмових засад Гетьманського руху», що, по суті, став проєктом конституції майбутньої, монархічної української держави.

## Загальна інформація
Проєкт «Конституційних основ» був розроблений, головним чином, членами гетьманського руху, правниками, фахівцями з конституційного права Василем Гришком, Юрієм Лінгартом та Дмитром Левчуком (що був головою комісії зі створення «Конституційних основ»). Складається з 7 розділів. Кожний розділ поділяється на певну різну кількість статей. Назагал документ містить 85 статей.
На підставі аналізу тексту можна зробити висновки, що «Конституційні Основи» не тільки не відступали, а повністю відображали вчення В'ячеслава Липинського та програмові засади гетьманського руху.
В. Липинський вважав, що тільки власна держава, збудована українською нацією на своїй етнографічній території, врятує націю від економічного розпаду та кривавої анархії. Лейтмотивом творчості В. Липинського є слова: «Ніхто нам не збудує держави, коли ми самі її собі не збудуємо, і ніхто з нас не зробить нації, коли ми самі нацією не схочемо бути».
За В. Липинським, ідея монархії виступає консолідуючим чинником українського суспільства, вона відповідає державницькій традиції, започаткованій Б. Хмельницьким. Це має бути трудова, правова і дідична (спадкова) монархія на чолі з гетьманом. Основними підвалинами, на яких має засновуватися українська монархія, В. Липинський називає аристократію, класократію, територіальний патріотизм, український консерватизм і релігійний етос.
У передмові до «Конституційних основ» автори стверджували:
«На українських землях, ще до появи новітніх капіталістичних формацій соціально-економічного життя, рухали історичними процесами України сили, що їх називаємо національними силами. Вони висловлювали прив'язаність до своєї нації, „любов до рідного краю, як органічної цілости“, до своєї Церкви, до творчих традицій, що складають із „закону землі“ особливу психологію — згідно з характеристикою В.Липинського. Капіталістична і соціалістична системи в практичному житті обернулися в державний капіталізм. Вони прагнуть стати світовим рухом, позбутися національних меж та державних кордонів, щоби набути світової інтернаціональної влади. Це явище привело українського мислителя й історика В'ячеслава Липинського до спостереження, що у світі йде боротьба на життя і на смерть поміж двома бігунами — інтернаціонального капіталу та соціалістичних інтернаціональних рухів із національними силами, „законів капіталу з законами землі“, інтернаціональних сил із силами національними».
Підсумовуючи, коли нація «живе та годується позичками чужих досвідчень, надбаннями духовими других націй, тоді вона втрачає „органічну цілість“, самобутну особовість, своє обличчя і занепадає». Єдина ідеологія, яка може протистояти цим процесам — націоналізм, але той націоналізм, що «випливає з досвідчень минулих років та продовжує реалізацію їх ідеалів».
Автори наголошували:
«гетьманська ідеологія, сформульована системою думок В.Липинського, це струнка і суцільна система, що випливає з історичного розвитку ідей української державности, вказує на організацію українського громадянства і на форми та устрій його державного ладу. Характерною ознакою тої ідеології є те, що: а) вона відображує віковий досвід українського народу; б) є новим словом, яке ясно формулює основи української держави. Це ідеологія українського гетьманського націоналізму. Це ідеологія, яку треба розглядати в перспективі історичного розвитку, а не як винахід першої чверті XX-ого сторіччя».
У боротьбі за новий вигляд громадського життя, за нове формування соціально-економічного ладу в Україні, виявились найкращі провідні кола людей. Це — найкращі між хліборобами, найкращі між інтелігенцією, найкращі між робітниками, між військовиками, між вченими, між купцями і промисловцями. Це, висловлюючись терміном В.Липинського, нова аристократія. Значення та сила тих провідних людей не в наростанні нового класу бюрократії та чиновництва, але в їх свідомій службі державним інтересам нації.
Гетьман як спадковий монарх репрезентує державу, уособлює її авторитет. Разом з гетьманом управління державними й суспільними справами здійснює аристократія — найкращі представники нації, незалежно від їх соціального походження. Статичну складову представляють шляхта і хліборобський клас, але аристократія повинна поновлюватися, інтегруючись з іншими соціальними верствами.
Врешті аристократія виступає як класократія — влада найкращих представників усіх суспільних класів і станів, яка забезпечує єдність нації і заперечує буржуазний парламентаризм, соціалізм і націоналізм, які роз'єднують націю за партійною, класовою і етнічною ознаками.
Влада гетьмана не є самодержавною, але є обмежена конституцією. На основі історичних досліджень В'ячеслава Липинського в основі українського закону покладені дві засади — труд і власність. Це були засади, що одуховлювали «Грамоту до всього Українського Народу» та «Закони про тимчасовий устрій України», які були оголошені 29 квітня 1918 року.
Ті самі засади пронизували ідеологію Гетьманського руху, якою пояснив і узасаднив В'ячеслав Липинський нарис «Трудової Монархії». Труд людини — це шлях служби для добра нації та участь у формуванні її життя. Ідеологія «Трудової Монархії» спирається на історичних переконаннях нашого народу, на його віковічній повазі і вірі в Бога.
Таким чином, автори приходили до висновку:
«Коли — в інтересах майбутніх державних форм України — шукаємо і проповідуємо державно-правні засади, тоді мусимо виходити з традиційних державних форм історичної Гетьманщини, яка логічно, органічно та політично зв‘язана з державністю України в сивій давнині нашого народу і яка була відновлена 1918 року».

## Конституційні основи Української Держави

### Розділ І: Правна форма держави
Ст. 1 Розділу І проголошувала Україну самостійною, вільною і незалежною суверенною державою «у формі Української Трудової Монархії». Встановлювалась офіційна назва — Українська Держава.
Також наголошувалось, що Українська Держава об'єднує усі етнографічні і предковічні українські землі, а усі договори з сусідніми державами «що їх укладено в минулому з метою обмеження суверенітету України або відірвання від неї її територій» Українська Держава не визнає (ст. 2).
На чолі Української Держави стоїть обмежений Конституцією «дідичний (спадковий) Гетьман, нащадок покійного … Павла Скоропадського, який … року Божого 1918 відновив історично-правну гетьманську династію Скоропадських». Символом і емблемою монаршої влади Гетьмана є Гетьманська булава, «що перебуває в роді Скоропадських на вічні часи» (ст. 3).
Повнота влади в Українській Державі належить народові «зперсоніфікованому в особі Гетьмана, і здійснюється через Гетьмана, вищі законодавчі і судові органи» (ст. 4).
Державною мовою в Україні визнавалася українська мова (ст. 5). Державним гербом проголошувався «тризуб з хрестом нагорі середнього зуба, чолотавої барви на синьому тлі» (ст. 6). Державний прапор складався з «полотнища верхньої половини блакитної барви, а нижньої половини жовтої барви. В горішньому куті коло древка вміщений тризуб і в напрямі протилежно-верхнього кута напис золотої барви: УКРАЇНА» (ст. 7). Столицею Української Держави оголошувалось місто Київ (ст. 8).

### Розділ ІІ: Правне положення Церкви
Ст. 1 Розділу ІІ наголошувала, що «правне положення Церкви обумовлюється гармонією релігійних і державних інтересів суспільства». Церкви і духовенство основних християнських віровизнань «є невід'ємними чинниками культурного та державного відродження України». У той самий час, у цій же ж статті наголошувалось на тому, що «одночасно Держава визнає свободу нехристиянських віровизнань з їх релігійними обрядами».
Згідно зі ст. 2 реєстрацію актів цивільного стану в Україні здійснюють Церква і Держава, в залежності від вибору громадян. «Правосильність церковних актів і державних — однакова».
Також у розділі наголошувалось, що «святкування неділь, двунадесятих і державних свят забезпечується законами Держави» (ст. 4), а церкви «мають право на відкриття духовних нижчих, середніх і вищих шкіл і забезпечують керівництво навчанням релігії в усій шкільній системі Української Держави» (ст. 5).

### Розділ III: Прерогативи Гетьмана
Ст. 1 проголошувала особу Гетьмана «священною і недоторканою». Згідно зі ст. 2, влада Гетьмана поширювалась на всю територію країни. Встановлювався титул Гетьмана — «Його світлість Ясновельможний Пан Гетьман Всієї України».
Згідно зі ст. 3, Гетьман Української Держави мав законодавчу ініціативу в усіх галузях законодавства, санкціонував закони, попередньо схвалені обома законодавчими палатами (після чого закони набирали чинності). У випадках непогодження Гетьмана з ухвалами палат, законопроєкт повертався на повторний розгляд і набирав чинності за умов схвалення його двома третинами персонального складу обох палат.
Також у повноваження Гетьмана входило призначення Голови Уряду та затвердження (з подання Голови) складу Уряду. Гетьман приймав або відхиляв відставку Уряду (ст. 4).
Окрім того, Гетьман проголошувався «верховним керманичем» зовнішніх взаємин України з іншими державами. Він приймав та акредитував дипломатичних представників інших держав (ст. 5).
Гетьман був «Верховним Командувачем» усіма збройними силами Української Держави, а також очолював традиційне Українське Козацтво (ст. 6). Гетьман мав право оголошувати військовий або надзвичайний стан (ст. 7).
Ст. 8 наголошувала, що «усі судові вироки виголошуються і виконуються ім'ям Його Світлости Ясновельможного Пана Гетьмана Всієї України». Гетьман мав право помилування, право пом'якшити кару чи проголосити амністію.
Також Гетьман встановлював державні відзнаки і нагороджував ними (ст. 9).

### Розділ IV: Суспільно-громадський устрій
Ст. 1 Розділу IV наголошувала, що «в основі суспільно-громадського устрою Української Трудової Монархії лежить винятково праця, що одна є мірилом пошани і становища громадянина в державі».
За ст. 2, «усе населення Української Держави за принципом характеру діяльності і способу продукції організується у виробничих класах, а за ознакою фахової діяльності (професії) — у станах. Класи зі своїми станами творять основу суспільно-громадської структури Української Держави». При цьому зазначалося, що докладне розмежування та кількість існуючих «кляс і станів» в Україні визначає законодавча влада. «Кляси і стани» розбудовують свої внутрішні органи управління в межах Землі, відповідно до її адміністративного поділу, за винятком «кляс і станів», діяльність яких виходить за межі компетенції Землі (наприклад, військові).
Ст. 3 наголошувала: «З метою зміцнення національно-політичного розвою (розвитку) Української Держави, закріплення історично-державницьких традицій, національної культури та плекання лицарських чеснот серед населення — відновлюється стан Українського Козацтва, як національно-політичний фактор української державности».
До стану Українського Козацтва мав право належати кожний громадянин. При цьому зауважувалось, що козацтво є «особистою гідністю, що не успадковується» (ст. 4).
Стан Українського Козацтва утворює за територіальним принципом свої органи управління, які підпорядковуються Великій Козацькій Раді при Гетьманові. Встановлювався девіз українського козака: «Бог-Гетьман-Україна!» (ст. 5).

### Розділ V: Економічний та соціальний устрій
Згідно зі ст. 1 Розділу V, «В ім'я гарантії найбільшої особистої свободи громадян у державі і забезпечення моральної стійкости в суспільстві, Українська Держава кладе в основу економіки засаду приватної власности на землю, на знаряддя і засоби виробництва та на житлові споруди. Поруч з приватною власністю існує державна, громадська, станова і кооперативна власність. До об'єктів державної власности належать галузі народного господарства, перелічені в Конституції держави».
Ст. 2 наголошувала, що зі звільненням українських земель від комуністичної диктатури колективні сільські господарства (колгоспи) ліквідуються. «Все рухоме і нерухоме майно, яким володіли колгоспи, переходить у володіння станів Хліборобської Класи негайно для розподілу в індивідуальну власність хліборобів безкоштовно». Також ст. 2 проголошувала реституцію земельної власності.
За ст. 4, держава залишала у своїй власності: а) землі радгоспів та належний їм реманент, з метою «плекання технічних культур для задоволення потреб сільського господарства та індустрії»; б) землі, що не повинні були бути переданими у приватну власність; в)землі, на території яких знаходилися державні заповідники.
У ст. 5 було прописано, що «хліборобське господарство неподільне і, як правило, наслідується старшим сином або донькою (майорат)». Також у цій статті говорилося про те, що право і процедура спадкування будуть детально виписані окремим законом.
У державній власності також лишалися:
- ріки, озера і великі ставки (ст. 7)
- великі ліси (при цьому зазначалося, що малі і дрібні ліси можуть належати приватним фізичним або юридичним особам) (ст. 8)
- надра, об'єкти чорної та кольорової металургії («копальні для видобутку золота, вугілля, руди та інших копалин; великі підприємства металообробної промисловости»), газо- та нафтовидобувної промисловості, об'єкти машинобудівної галузі (ст. 9)
- об'єкти сфери оборонної промисловості (ст. 9)
- залізниці та все їх майно, «поштові, телеграфні та радієві заклади, заклади телефонного зв'язку, повітряна і водна флоту». При цьому на залізниці та флоті допускалася приватна власність (ст. 10)

Також зазначалося, що «виробництво міцних напоїв належить Державі», але у той самий час стверджувалося, що експлуатація подібних підприємств дозволяється і приватним фізичним та юридичним особам.
Фінансову політику в Українській Державі мусили здійснювати Міністерство фінансів та Державний Банк (ст. 13).
Ст. 15 говорила, що «кожний громадянин має право на працю, на вільний вибір праці і занять. Право на працю забезпечується безпосередньою участю трудових клас і станів населення в управлінні державою».
Ст. 16 встановлювала 8-годинний робочий день для дорослих, полегшені умови праці для молоді (віком від 14 до 18 років), гарантувала впровадження умов праці на тяжких роботах, щорічну оплачувану відпустку, достатній рівень заробітної плати. Для нагляду за дотриманням цих положень у складі Міністерства Праці і Соціального Забезпечення мусила бути створена спеціальна Державна Інспекція.
Також Українська Держава гарантувала «в старості і при каліцтві» соціальне забезпечення (ст. 17).

### Розділ VI: Державний устрій
За ст. 1 «державний устрій в Українській Державі визначається принципом: свобода — внизу, авторитет, влада і відповідальність — угорі».
Територіальний поділ
Територія Української Держави мусила поділятися на Землі, Землі — на повіти, повіти — на волості, а волості — на громади (села). При цьому органам Земель гарантувалися широкі повноваження у господарському секторі та при здійсненні гуманітарної політики.
Законодавчі органи
І. Державний Сойм (нижня палата парламенту)
За проєктом «Конституційних основ», Державний Сойм мусив бути нижньою палатою українського парламенту.
«Державний Сойм складається з обраних представників українського народу (а не політичних партій) терміном на 4 роки. Кандидатів до Державного Сойму виставляють за списками Управління Станів і Клас та Козацькі Ради. Вибори до Державного Сойму є загальні, рівні, тайні і безпосередні з розподілом мандатів між класами і станами за пропорційним принципом відповідно до кількости поданих голосів» (ст. 4).
Ст. 5 гарантувала громадянам активне та пасивне виборче право. Право обирати мав кожний громадянин, «незалежно від статі, раси, національності й віровизнання, що на момент виборів досяг повноліття». Право бути обраними мали також усі громадяни, але вводився віковий ценз — 24 роки. Окремим рядком дозволялася участь у виборах тим, хто перебуває на військовій службі.
Згідно зі ст. 6, "до компетенції Державного Сойму належать розгляд і схвалення державних законів, зокрема:
- проголошення форми державного ладу в Україні;
- встановлення титулування Гетьмана;
- обговорення питань, що їх поставить на вирішення Сойму Гетьман;
- прийняття, зміни і доповнення Конституції;
- зміна кордонів держави;
- ратифікація мирних договорів, міжнародних договорів та вирішення питань про вступ України до міжнародних організацій;
- обговорення політики і діяльності уряду в цілому та кожного міністра зокрема — шляхом заслухання звітів;
- встановлення адміністративного поділу України;
- прийняття до складу Української Держави інших державних одиниць на правах автономії чи федерації;
- проголошення державних позик;
- затвердження державного бюджету;
- обговорення питань, що їх поставить на вирішення Сойму група депутатів Землі;
- обрання Генерального Суду;

Закони і постанови у Державному Соймі набували чинності за умови їх схвалення простою більшістю голосів, за винятком прийняття, зміни і доповнення Конституції та у випадку повторного розгляду законопроєктів на вимогу Гетьмана, що вимагали схвалення двома третинами персонального складу Сойму.
За ст. 8 «Загальні збори Сойму обирають Президію Сойму: Предсідника, двох заступників Предсідника, Секретаря і членів Президії по одному від кожної Землі. Президія керує засіданнями Сойму під час сесій і виконує поточну роботу між сесіями Державного Сойму».
Точна кількість делегатів Державного Сойму не встановлювалась. Наголошувалось лише на тому, що на кожних 100 тисяч населення обирається один делегат.
ІІ. Гетьманська Рада (верхня палата парламенту)

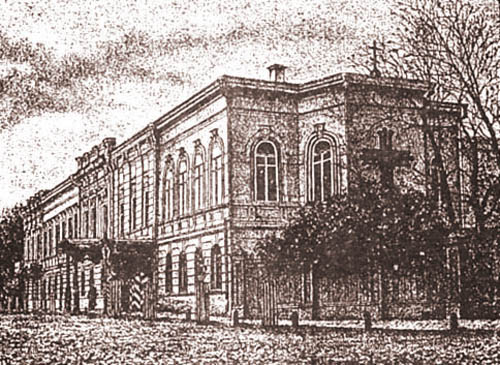
Палац генерал-губернатора у Києві — Гетьманська резиденція у 1918 році

Гетьманська Рада мусила стати верхньою палатою українського парламенту.
Згідно зі ст. 10, «Гетьманська Рада (в кількості 130—135 осіб) твориться з представників центральних органів і обраних шляхом загальних виборів у Земелях».
Представниками центральних органів були:
- склад Президії Державного Сойму;
- склад Президії Великої Козацької Ради;
- голови Церков чи їх представники;
- Голова Генерального Суду;
- Старости Земель;
- склад Президії Вищої Військової Ради;
- Уряд: Голова, його заступники та міністри;
- Комендант Гетьманської резиденції;

Кожна Земля обирала до Гетьманської Ради трьох членів терміном на чотири роки.
Президія Гетьманської Ради мусила складатися з Предсідника (яким є Голова Великої Козацької Ради), обраних двох заступників, секретаря (ст. 11).
Ухвалення законів та постанов у Гетьманській Раді відбувалось аналогічно тій же ж процедурі у Державному Соймі — простою більшістю, але для прийняття, зміни і доповнення Конституції та у випадку повторного розгляду законопроєктів на вимогу Гетьмана необхідно було схвалення двох третин від загальної кількості делегатів (ст. 12).
Органи виконавчої влади
За ст. 13, "Найвищим виконавчим органом в Українській Державі є Уряд — Кабінет Міністрів, що безпосередньо відповідальний за свою діяльність перед Гетьманом. Кабінет Міністрів носить назву: «Уряд Його Світлости Гетьмана Всієї України».
Уряд складається з Голови Уряду — Міністра Президента, Міністрів і Державного Секретаря — Керуючого справами Кабінету і призначається Гетьманом (ст. 14).
На чолі кожного міністерства стоїть Міністр, відповідальний перед головою Уряду і перед Гетьманом. Періодично Голова Уряду за діяльність всього Уряду, Міністр за діяльність у своїй галузі, звітують у Державному Соймі. Ухвали Сойму по звітах надсилаються Гетьманові (ст. 15).
Місцеві органи державної влади
«Органами державної влади в селах, селищах, містах, районах великих міст, волостях, повітах і Землях є Думи представників від клас та станів. Думи складаються з класово-станових управлінь відповідного ступеня в системі адміністративного поділу Землі. Думи творять відповідні виконавчі органи місцевої влади: сільське староство, міське, районове у великих містах, волосне, повітове і Староство Землі, на чолі яких стоїть відповідний Староста» (ст. 17).
Місцеві Думи та їх виконавчі органи — Староства діють і виконують директиви вищих органів держави (ст. 19).
Оборона держави
За ст. 20 зовнішня оборона Української Держави покладалася на регулярне військо, морський та повітряний флот під керівництвом Міністерства оборони.
Встановлювалася обов'язкова військова повинність: усі громадяни України чоловічої статі, що досягли повноліття зобов'язувалися до проходження військової служби «на суші, морі та у повітрі». Тривалість служби та можливість її проходження жінками мусив визначити окремий закон (ст. 21). Окремою статтею (ст. 22) встановлювався девіз військовика: «Бог-Гетьман-Україна!»
При Міністрі оборони, під його головуванням діє Вища Військова Рада, склад та обсяг повноважень якої визначає Міністр оборони і затверджує Гетьман. Гетьман завжди може перейняти головування у Вищій Військовій Раді (ст. 23).
Суд
За ст. 24, «Найвищою судовою інстанцією для цілої території Української Держави є Генеральний Суд, Голову і членів якого обирає Державний Сойм зі списку кандидатів, виставлених Класовими управліннями інтелігенції Земель».
У кожній Землі мав діяти суд Землі, Голову і членів якого обирала Дума Землі (ст. 25). У повітах і волостях мали діяти нижчі суди, обрані так само місцевими Думами (ст. 26).
Ст. 27 проголошувала незалежність судів та казала, що «судді є незмінні, за винятком випадків, передбачених спеціальним законом», тим самим, по суті, наголошуючи на тому, що судді обираються пожиттєво.

### Розділ VII: Основні права й обов'язки громадян
1 ст. Розділу VII проголошувала рівність усіх громадян Української Держави перед законом.
Ст. 2 окреслювала механізм надання громадянства: «Українське громадянство, у хвилині звільнення України від окупантських сил, мають: а) всі особи української національности, що мешкають в межах Української Держави; б) всі особи інших національностей, що в історично-нормальному процесі заселили Україну».
Також встановлювалось, що повноліття особи наступає у 18 років (ст. 3). Крім того, проголошувалась «свобода віри і сумління», особиста свобода громадян (ст. 4), недоторканість житла, таємниця листування і кореспонденції (ст. 5).
Ст. 6 забезпечувала свободу преси, проте водночас наголошувалось, що "свобода думки у слові, у письмі, в друку і в образовій формі забезпечується кожному за виїмком:
- порнографічних творів;
- антирелігійної пропаганди;
- будь-якого публічного висловлювання неповаги до української нації і священної особи Гетьмана;

Ст. 7 забезпечувала свободу пересування, ст. 8 встановлювала безкоштовну освіту, а ст. 9 казала про те, що «на особливе піклування держави мають право видатні художники, артисти, вчені, письменники, мистецькі і культурні діячі».